# Nouvion
Nouvion é uma comuna francesa na região administrativa de Altos da França, no departamento de Somme. Estende-se por uma área de 15,73 km². Em 2010 a comuna tinha 1 325 habitantes (densidade: 84,2 hab./km²).